# 菁英綜合證券
菁英綜合證券（簡稱菁英證券）是過去曾經存在於台灣的證券公司，2002年成為中華開發金融控股公司的子公司後，於2003年底併入同為開發金控子公司的大華證券。

## 歷史
菁英證券於1991年8月15日開始營業，最初資本額為新台幣10億元，屬於「菁英投資銀行業務集團」，主要股東包括金寶電子、仁寶電腦、中環公司、大亞電線電纜及宏和精密紡織。之後隨著股東間的股份變化，成為金寶集團的成員。
2001年，中華開發工業銀行決定與菁英證券合組中華開發金融控股公司。2001年12月28日，中華開發金融控股公司成立。2002年11月，菁英證券以2.0378股換1股的方式轉換為開發金控的子公司。
菁英證券成為開發金控子公司後，由於在開發金控內同時有菁英證券與大華證券，因此2003年12月31日開發金控將菁英證券併入大華證券，以大華證券為存續公司。